# Veissela durbani
Veissela durbani är en spindelart som först beskrevs av Peckham, Peckham 1903.  Veissela durbani ingår i släktet Veissela och familjen hoppspindlar. Inga underarter finns listade i Catalogue of Life.